# Pselaphochernes lacertosus
Pselaphochernes lacertosus är en spindeldjursart som först beskrevs av Ludwig Carl Christian Koch 1873.  Pselaphochernes lacertosus ingår i släktet Pselaphochernes och familjen blindklokrypare. Inga underarter finns listade i Catalogue of Life.